# Alla Nationers kyrka
Alla Nationers kyrka är en kyrka belägen på Oljeberget strax intill Getsemane örtagård i Jerusalem. Kyrkan ligger på en klippa där Jesus sägs ha bett innan han tillfångatogs. (Markus 14:32-42)

## Kyrkobyggnaden
Nuvarande kyrka vilar på samma grund där två tidigare kyrkor har funnits. Ett kapell från 1100-talet övergavs 1345. En ännu tidigare basilika i bysantinsk stil från 300-talet förstördes i en jordbävning år 746.
Nuvarande kyrka uppfördes åren 1919-1924 efter ritningar av arkitekt Antonio Barluzzi. Ekonomiska medel från tolv olika länder donerades till bygget.
Kyrkan är en basilika och dess tak har tolv kupoler som vilar på sex pelare. Kyrkorummets högaltare finns vid ett stort klippstycke Jesus sägs ha bett innan han blev tillfångatagen.
Ovanför kyrkans entré finns en mosaik där Kristus avbildas som länken mellan Gud och mänskligheten.